# Danmarks ambassadører i Østrig
Dette er en liste over Danmarks gesandter og ambassadører i Østrig. Har den givne person haft en anden titel som udsending, fremgår det af listen. Siden 1662 har Danmark – med enkelte kortere afbrydelser – haft en fast diplomatisk repræsentation i Wien (se Danmarks ambassade i Wien).

## Akkrediteret hoskejseren af Østrig(1804-1918)
For den forudgående periode se Danmarks gesandter i Det tysk-romerske Rige.
- 1804-1805: Armand François Louis de Mestral de Saint-Saphorin (Danmarks udsending i Wien siden 1790, døde i embedet)
- 1805-1810: Nicolaus Nissen (chargé d'affaires)
- 1810-1811: Frederik Anton Wedel-Jarlsberg (døde i embedet)
- 1812-1816: Christian Bernstorff
- 1817-1835: Joachim Bernstorff
  - 1834: Frederik Ditlev Reventlow (vikar)
- 1835-1847: Georg Heinrich von Löwenstern
- 1847-1862: Henrik Bille-Brahe
  - 1851-1852: Wulff Scheel-Plessen (vikar)
- 1862-1864: Johan Bülow
- 1865-1880: Christian Frederik Falbe
- 1880-1884: Fritz Kiær
- 1884-1890: Joachim Sigismund Ditlev Knuth
- 1890-1893: Poul de Løvenørn
- 1893-1897: Frederik Wilhelm Sponneck
- 1897-1908: William Ahlefeldt-Laurvig
- 1908-1910: Herman Anker Bernhoft
- 1910-1912: Henrik Grevenkop-Castenskiold
- 1912-1913: Erik Scavenius
- 1913-1919: Flemming Lerche (chargé d'affaires)

## Republikken ØstrigI (1918-1938)
- 1919-1921: Flemming Lerche
- 1922-1931: Poul Victor Bigler (i tiden 1926-31 honorær (ulønnet) gesandt)
- 1932-1938: J.C.W. Kruse (boede i Rom)
- 1938-1945: Østrig indlemmet i Det tyske Rige

## Republikken Østrig II (fra 1945)
Siden 1960 har Danmarks udsendinge haft titel af ambassadør
- 1946-1953: Hans Jakob Hansen (boede i Bern)
- 1953-1959: Constantin Brun (boede i Bern)
- 1959-1960: Bodil Begtrup (boede i Bern)
- 1960-1965: Sigvald Alexander Kristensen
- 1965-1971: Aksel Christiansen
- 1971-1974: John Knox
- 1974-1977: Christian D. Holten Eggert
- 1977-1981: Jørn Stenbæk Hansen
- 1981-1984: Gunnar Schack Larsen
- 1984-1989: Jens Christensen (1921-2021)
- 1989-1991: Henrik Munck Netterstrøm
- 1992-1993: Ole Lønsmann Poulsen
- 1993-1997: Jørgen Rud Hansen Bøjer
- 1997-2001: Henrik Wøhlk
- 2001-2005: Torben Mailand Christensen
- 2005-2006: Gunnar Ortmann
- 2007-2010: Hugo Østergaard-Andersen
- 2010-2013: Torben Brylle
- 2013-2018: Liselotte Kjærsgaard Plesner
- 2018-heute: René Rosager Dinesen